# Molytva za Ukrajinu
Molytva za Ukrajinu (Молитва за Україну; in italiano: Preghiera per l'Ucraina) è un inno ucraino, proposto alla fine degli anni '90 come inno spirituale (Духовний гiмн, Duchovnyj himn) dell'Ucraina.

## Testo
| Боже великий, єдиний, Нам Україну храни, Волі і світу промінням Ти її осіни. Світлом науки і знання Нас, дітей, просвіти, В чистій любові до краю, Ти нас, Боже, зрости. Молимось, Боже єдиний, Нам Україну храни, Всі свої ласки й щедроти Ти на люд наш зверни. Дай йому волю, дай йому долю, Дай доброго світу, щастя, Дай, Боже, народу І многая, многая літа. | Bože velykyj, jedynyj, Nam Ukrajinu chrany, Voli i svitu prominnjam Ty jiji osiny. Svitlom nauky i znannja Nas, ditej, prosvity, V čistij ljubovi do kraju, Ty nas, Bože, zrosty. Molymoś, Bože jedynyj, Nam Ukrajinu chrany, Svi svoji lasky j ščedroty Ty na ljud naš zverny. Daj jomu volju, daj jomu dolju, Daj dobroho svitu, ščastja, Daj, Bože, narodu I mnohaja, mnohaja lita. | O Dio, grande, unico Salva la nostra Ucraina Libertà e luce spargi Per lei coi tuoi raggi Con la luce della scienza e del sapere, illumina noi, tuoi figli, In puro amore Facci crescere sempre più Ti preghiamo, o Dio unico, Salva la nostra Ucraina Tutte le tue carezze e gentilezze Rivolgi al nostro popolo Dài libertà, dài saggezza, Dài felicità di un buon mondo, Dagliele, o Dio, al popolo Con anche un augurio di lunga vita! |  |